# Elifaz el Temanita

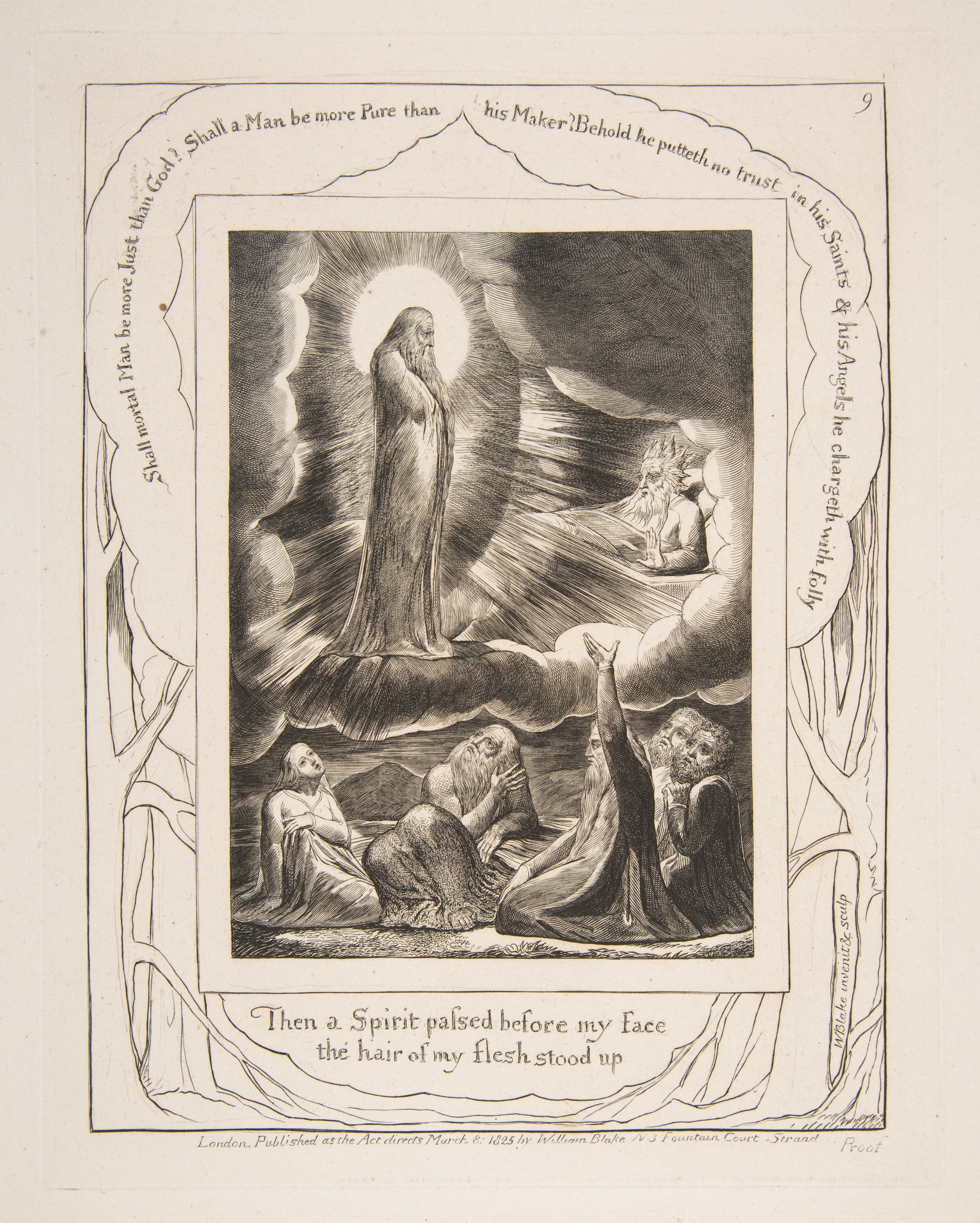
"La visión de Elifaz", de Ilustraciones del libro de Job, de William Blake (c. 1825-1826).

Elifaz (en hebreo: אֱלִיפָז‎,  ʾĚlīp̄āz, "ʾEl es oro puro ") el Temanita es uno de los personajes del Libro de Job del Antiguo Testamento que visitan a Job durante su enfermedad. Aparece descrito como un importante sabio en Edom, considerado uno de los siete profetas en el noajismo.

## En el Libro de Job
Elifaz abre cada una de las tres series de discusiones teológicas y filosóficas:
- Capítulos 4-5, con la respuesta de Job en los capítulos 6-7
- Capítulo 15, con la respuesta de Job en los capítulos 16-17
- Capítulo 22, con la respuesta de Job en los capítulos 23-24.

Elifaz parece apacible y modesto. En su primera respuesta a las quejas de Job, argumenta que aquellos que son verdaderamente buenos nunca son completamente abandonados por la Providencia , pero que el castigo puede ser justamente infligido por pecados ocultos . Niega que cualquier hombre sea inocente y censura a Job por afirmar su libertad de culpa . Elifaz exhorta a Job a confesar cualquier iniquidad oculta para aliviar su castigo. Sus argumentos están bien sustentados, pero Dios declara al final del libro que Elifaz ha cometido un grave error al hablar. Job ofrece un sacrificio a Dios por el error de Elifaz. Su creencia principal era que los justos no perecen; solo los impíos sufren, y en la medida en que han pecado.